# Брандо
Брандо (фр. Brando) насеље је и општина у Француској у региону Корзика, у департману Горња Корзика која припада префектури Бастија.
По подацима из 2011. године у општини је живело 1654 становника, а густина насељености је износила 74,44 становника/km². Општина се простире на површини од 22,22 km². Налази се на средњој надморској висини од 300 метара (максималној 1.306 m, а минималној 0 m).

## Демографија
| 1962. | 1968. | 1975. | 1982. | 1990. | 1999. | 2011. |
| ----- | ----- | ----- | ----- | ----- | ----- | ----- |
| 967   | 1.066 | 1.157 | 1.353 | 1.334 | 1.527 | 1.654 |

График промене броја становника у току последњих година